# 켈리 암스트롱
켈리 암스트롱(Kelly Armstrong, 1976년 10월 8일 ~ )는 미국의 정치인이다.

## 학력
- 노스다코타 대학교 경제학 학사
- 노스다코타 대학교 법무박사

## 경력
- 2012.12 ~ 2018.12 제63·64대 미국 노스다코타주 상원의원
- 2015.06 ~ 2018.02 미국 노스다코타주 공화당 의장
- 2019.01 ~ 2024.12 제116·117·118대 미국 노스다코타주 연방하원의원
- 2024.12 ~ 제34대 노스다코타주 주지사

## 역대 선거 결과
| 선거명      | 직책명                           | 대수  | 정당   | 득표율 | 득표수    | 결과 | 당락                       |
| ----------- | -------------------------------- | ----- | ------ | ------ | --------- | ---- | -------------------------- |
| 2012년 선거 | 상원의원 (노스다코타 제36부)     | 63대  | 공화당 | 74.64% | 5,234표   | 1위  | 노스다코타주 상원의원 당선 |
| 2014년 선거 | 상원의원 (노스다코타 제36부)     | 64대  | 공화당 | 99.11% | 7,020표   | 1위  | 노스다코타주 상원의원 당선 |
| 2018년 선거 | 하원의원 (노스다코타 광역선거구) | 116대 | 공화당 | 60.20% | 193,568표 | 1위  | 노스다코타주 하원의원 당선 |
| 2020년 선거 | 하원의원 (노스다코타 광역선거구) | 117대 | 공화당 | 68.96% | 245,229표 | 1위  | 노스다코타주 하원의원 당선 |
| 2022년 선거 | 하원의원 (노스다코타 광역선거구) | 118대 | 공화당 | 62.20% | 148,399표 | 1위  | 노스다코타주 하원의원 당선 |
| 2024년 선거 | 노스다코타 주지사                | 34대  | 공화당 | 68.26% | 247,056표 | 1위  | 노스다코타 주지사 당선     |